# Жепішин
Жепішин (пол. Rzepiszyn, нім. Emmowo) — село в Польщі, у гміні Крушвиця Іновроцлавського повіту Куявсько-Поморського воєводства.
Населення — 48 осіб (2011).
У 1975-1998 роках село належало до Бидгощського воєводства.

## Демографія
Демографічна структура станом на 31 березня 2011 року:
|          | Загалом | Допрацездатний вік | Працездатний вік | Постпрацездатний вік |
| -------- | ------- | ------------------ | ---------------- | -------------------- |
| Чоловіки | 23      | 5                  | 14               | 4                    |
| Жінки    | 25      | 5                  | 17               | 3                    |
| Разом    | 48      | 10                 | 31               | 7                    |